# كأس كرواتيا 1997–98
كأس كرواتيا 1997–98 (بالكرواتية: Hrvatski nogometni kup 1997./98.)‏ هو الموسم 7 من كأس كرواتيا. أقيم خلال الفترة 5 أغسطس 1997 وحتى 14 مايو 1998، وأشرف على تنظيمه اتحاد كرواتيا لكرة القدم، وكان عدد الأندية المشاركة فيه 32، وفاز فيه نادي دينامو زغرب.